# Aureliano de Beruete y Moret
Aureliano de Beruete y Moret (Madrid, 1876-1922) fou un historiador i crític d'art, que va exercir com a director del Museu del Prado entre 1918 i 1922, sent el primer historiador d'art que va estar al capdavant del Museu. Durant el seu mandat es va celebrar el centenari de la pinacoteca espanyola.

## Biografia
Fill d'Aureliano de Beruete, també pintor i historiador de l'art. Format a la Institución Libre de Enseñanza i a la Universitat Complutense de Madrid, on es doctorà, va publicar articles d'art a revistes d'Espanya i del món. Entre els seus treballs de tesi destaquen The School of Madrid(1909), Valdés Leal(1911), Velázquez al Museu del Prado(1915).
El 31 de desembre de 1918 fou nomenat director del Museo del Prado arran de la renúncia de José Villegas pel robatori de las Alhajas del Delfín. Durant el seu mandat al capdavant del museu va donar gran importància a mantenir i actualitzar catàlegs d'obres d'art, per a això comissionar a diversos historiadors, com Francisco Javier Sánchez Cantó. El 1919 va inaugurar les sales dedicades a El Greco i a Diego Velázquez. El 1920 va aconseguir d'Alfons XIII un decret canviant el nom del Museu a Museu Nacional del Prado, que conserva en l'actualitat. Va morir el 1922. Sent succeït en el càrrec de director del Museu del Prado per Fernando Álvarez de Sotomayor. Uns anys abans de morir, el 1921 va donar al Museu Nacional d'Art Contemporani algunes obres del seu pare, com La tàpia del bru, Afores de Madrid, Paisatge de Castella, i la senyora Teresa Moret, senyora de Beruete. Totes van passar al Prado el 1971, en desaparèixer l'abans esmentat museu.
Pel que fa a la seva faceta artística, Aureliano de Beruete Moret va ser un dels primers representants de l'impressionisme espanyol. A l'acadèmia de San Fernando va ser deixeble de Carlos de Haes i company del paisatgista Jaume Morera, esdevenint un ferm defensor del realisme pictòric i del pensament positivista vinculat a la generació del 98. Molt influït per Velázquez i Goya, Beruete va pintar nombrosos paisatges, sobretot de Madrid i els seus voltants, a més de les ciutats històriques de Castella, tot defugint el tractament pintoresc i interessat més aviat en la captació de la llum i l'atmosfera, a la recerca d'un paisatge més genuïnament espanyol, que pren la forma de composicions refinades, de cromatisme delicat i clar, que conjuguen el realisme amb una idealització poètica.

## Obres
- Conferències d'art, Madrid, Hausser i Menet, 1924.
- Galeries d'Europa. Àlbum de la Galeria de Pintures del Museu del Prado [1912-1913], Barcelona, Editorial Labor, 1924.
- La reorganització de Museu del Prado. Nous pavellons, Vell i Nou, vol. I, núm IX, 1920.